# Krościenko nad Dunajcem (gmina)
Pour la localité, voir Krościenko nad Dunajcem.
Krościenko nad Dunajcem est une gmina rurale du powiat de Nowy Targ, Petite-Pologne, dans le sud de la Pologne, à la frontière avec la Slovaquie. Son siège est le village de Krościenko nad Dunajcem, qui se situe environ 30 km à l'est de Nowy Targ et 78 km au sud-est de la capitale régionale Cracovie.
La gmina couvre une superficie de 57,27 km2 pour une population de 6 465 habitants.

## Géographie
La gmina inclut les villages de Biały Potok, Dziadowe Kąty, Grywałd, Hałuszowa, Kąty, Krościenko nad Dunajcem, Krośnica, Niwki et Tylka.
La gmina borde la ville de Szczawnica et les gminy de Czorsztyn, Łącko et Ochotnica Dolna. Elle est également frontalière de la Slovaquie.